# Кундерт, Владимир Иванович
Владимир Иванович Кундерт (1878 , Одесса — место и время смерти неизвестны) — архитектор, гражданский инженер, изобретатель, реставратор.

## Биография
Родился в семье немецкого колониста, члена городской управы Ивана Андреевича Кундерта. После обучения в Одесском реальном училище Св. Павла и Одесском казённом реальном училище, в 1895 году был зачислен в Петербургский институт гражданских инженеров, полный курс которого окончил в 1900 году с золотой медалью за инженерные проекты и с серебряной за архитектурные.
В 1902 году В. И. Кундерт опубликовал в петербургском журнале "Зодчий" эскиз ограды Сабанеева моста в Одессе, которая была почти копией ограждения императорского павильона остановки "Шенбрунн" Венской городской железной дороги. Данная легкая металлическая ограда предлагалась к установке вместо имевшейся каменной, но проект не был реализован. В том же году В. И. Кундерт устроился на должность архитектора Новороссийского университета. В то время происходило масштабное строительство Медицинского факультета, но власти города заказали проект одному из самых известных городских архитекторов А.И. Бернардацци, который также осуществлял и надзор за строительством. Кундерт же в архивных источниках, относящихся к строительству не фигурирует. В 1905 году он подаёт на увольнение с должности, которую затем с декабря занимал гражданский инженер Бруно Альбертович Бауэр. До начала 1904 В.И. Кундерт также начал работать помощником городского архитектора В.И. Зуева и заведующим ремонтной мастерской Техническо-строительного отделения Одесской городской управы, которое размещалось в здании Городской думы. В то время Кундерт проживал в доме на Нежинской ул., 30, а в 1905 году на ул. Новосельского, 75.
Владимира Кундерта более занимала инженерное дело, чем архитекторское. В 1900-х годах он разработал собственную систему железобетонного каркаса, которая была запатентована в Российской империи (патент № 37743) и Германии (патент № 221733), также он открыл инженерно-строительную контору. До 1911 года он реализовал более восьми крупных инженерных проектов. Вследствие того, что железобетонные конструкции тогда использовались преимущественно в промышленном строительстве, а в гражданском строительстве применение таких технологий не было распространённым, то большинство проектов В. И. Кундерта относятся к промышленной архитектуре, также он занимался устройством артезианских колодцев и опор электрической сети. В большинстве случаев он был лишь автором железобетонных конструкций, тогда как проектированием фасадов занимались другие архитекторы. В этом отношении наиболее плодотворное сотрудничество сложилось с архитектором также немецкого происхождения, Х.Г. Бейтельсбахером, который работал преимущественно в стиле немецкого ретроспективизма. Также известны два совместных проекта с архитектором А. Б. Минкусом, и один с Ю. М. Дмитренко.
В 1907 году Владимир Иванович Кундерт имел чин титулярного советника и, кроме должности в Технико-строительном отделении Одесской городской управы также работал в инженером Одесской уездной управе (Пантелеймоновская ул., 17). К 1910 году он уволился из всех государственных должностей и сосредоточился управлением собственным бюро. Также в те годы он был, одним из торговых представителей немецкой марки отделочного материала "Терранова", который производили во Фрайунге и Вайлерсвисте. До 1911 года он вместе с собственной фирмой переехали в дом на углу Дворянской ул., 9 / Елисаветинская ул., 8.
В 1910 году В. И. Кундерт выполнил проект главного павильона Торгово-промышленной и сельскохозяйственной выставки, состоявшейся в том же году в Одессе.
В 1910-х годах он проектирует железобетоне конструкции нескольких домов, среди которых выделяются здания торгового дома В.Л. Блюмберг и С. А. Григорьевой, одесское отделение Азовско-Донского банка, табачная фабрика наследников А. М. Попова.
С установлением Советской власти В. И. Кундерт трудоустроился заведующим технического отделения Одесского паевого строительного общества (Пайстрой) на Ришельевской ул., 3, который был филиалом Укрпайстроя. На данной должности он числился уже в 1923 году, в то время он проживал в доме на ул. Гоголя, 6. Проекты межвоенных лет, к которым имеет отношение В. И. Кундерт почти неизвестны, в 1920-х годах он участвовал в сооружении здания телефонной станции, который был выполнен в динамических формах конструктивизма, также инженер осуществил расширение городской электростанции и перестройку Воронцовского дворца во Дворец пионеров .
С началом румынской оккупации В.И. Кундерт работал в должности заместителя городского головы по строительству и был директором Дома учёных. Восстанавливал разрушенные дома города, в том числе бывшее здание Городской думы. В 1944 году вместе с отступающими немецко-румынскими войсками покинул город, дальнейшая судьба его неизвестна.

## Избранные реализованные проекты
Одесса
- Дом Российского общества колониальной торговли, 1900-е гг., ул. Екатерининская, 23[5];
- Здание Товарищества Южно-Русского кожевенного производства, 1900-е гг., Дальницкая ул., 42[5];
- Здание фирмы "Д. П. Котляревский", 1900-е гг.[5];
- Завод Акционерного общества Либавской маслобойни, 1900-е гг., ул. Мечникова, 132[5];
- Корпус чаеразвесочной фабрики общества "В. Высоцкий", 1900-е гг., Канатная ул., 20 / Троицкая ул., 11[5]. Памятник архитектуры местного значения № 858-Од[12];
- Железобетонный дымоход в порту, 1900-е гг.[5];
- Электростанция в порту, 1900-е гг[5];
- Мачты электрического освещения в порту, 1900-е гг.[5];
- Здание на заводе И.И. Гена, 1900-е гг. Дальницкая ул., 15 (не сохранилось)[5];
- Корпус завода И.И. Гена, арх. В.М. Кабиольский, инж. В.И. Кундерт, 1902 г., ул. Черноморского казачества, 72/1;
- Реконструкция виллы Рено, 1906 г., Французcкий бул., 15 (В 1911 году перестроена В.И. Прохаской с изменением внешнего вида)[11]. Обнаруженный памятник архитектуры[12];
- Внутренняя реконструкция дома Аркудинской, 1906 г., ул. Конная, 12 / Нежинская ул.[13];
- Переоборудование входа в морские ванны Е.Н. Гойковича, 1906 г., Приморская ул., 11/13[14];
- Перестройка магазина П.С. Ралли в доме Энно, проект: 1908 г. Работы: 1909 г., Гаванная ул., 13 / Дерибасовская ул., 20[11][15];
- Водогонные железобетонные башни для спринклеров Гринеля в Одессе и окрестностях[5];
- Пакгаузы Северного пароходного общества, нач. XX века.[7];
- Пакгаузы РОПиТ, начало XX века.[7]
- Одесское отделение российско-американской резиновой мануфактуры «Треугольник», арх. Бейтельсбахер Х. Г., Кундерт В.И., строительство, 1910 г., Пушкинская ул., 32. Памятник архитектуры местного значения 60-Од[12];
- Главный павильон торгово-промышленной и сельскохозяйственной выставки в Одессе в 1910 году, Александровский парк (здание не сохранилось)[9];
- Здание торгового дома В. Л. Блюмберг, арх. А.Б. Минкус, В. І. Кундерт, 1910 - 1912, Преображенская ул., 64 / Троицкая ул., 51[5][11]. Памятник архитектуры местного значения 673-Од[12];
- Табачная фабрика Попова, арх. А.Б. Минкус, Кундерт В. И., 1910 - 1912 гг.[16] или 1911 г.[11], Пушкинская ул., 70 / Малая Арнаутская ул., 65 (не сохранилась);
- Дача В.И. Кундерта, 1910 г., Французский бул., 25 (не сохранилась)[11];
- Одесская контора Азовско-Донского банка, арх. А.Б. Минкус (совместно с В. И. Кундертом и С.В. Домбровским), 1910 – 1913 гг., Ришельевская ул., 9а[11]. Памятник архитектуры местного значения 738-Од[12];
- Корпуса пробкового завода «Е. Арпс и Ко», 1911 г., Балковская ул., 54[11];
- Дом И. Антоновича, 1911 г., Канатная ул., 41[11]. Памятник архитектуры местного значения № 297-Од[12];
- Дом Яворовских, 1911 г., 1914 г., Нежинская ул., 64[11]. Памятник архитектуры местного значения № 525-Од[12];
- Реконструкция домов П.Т. Печеского и Ф.Я. Скведера, арх. Э.Б. Вей[16], инж. В.И. Кундерт[11], 1911 г., пер. Чайковского, 15-17;
- Дом Петра Александровича Горшенева, арх. Бейтельсбахер Х.Г., Кундерт В.И., 1912 - 1913 гг., ул. Белинского, 12[11];
- Дом Софии Алексеевны Григорьевой, проект и надзор: арх. Дмитренко Ю. М., инж. Кундерт В.И. при участии инж. Скведера Х.Я., 1912–1913 гг., Ланжероновская ул., 15 / Екатерининская вул., 15[16][17]. Памятник архитектуры местного значения № 571-Од[7][12]. Памятник архитектуры местного значения № 412-Од[12];
- Расширение городской электростанции, 1928 г., ул. Черноморского казачества, 119 и ул. Черноморского казачества, 70/2[11];
- Здание телефонной станции, арх. Н.Л. Гуревич[11], В.И. Кундерт[16], 1929 - 1930 гг., Екатерининская ул., 37 / ул. Жуковского, 25;
- Реконструкция Воронцовского дворца в Дворец пионеров, 1935 — 1936 гг., Воронцовский пер., 2д[11]. Памятник архитектуры национального значения № 546/1[12];
- Восстановление дома Городской думы, 1942 г., Думская пл., 1[11]. Памятник архитектуры национального значения № 547[12];
- Восстановление церкви св. Ильи Ильинского подворья Афонского монастыря, 1942 г., Пушкинская вул., 79[11] Памятник архитектуры местного значения № 731-Од[12];
- Восстановление и ремонт оперного театра, 1942 г., пер. Чайковского, 1[11]. Памятник архитектуры национального значения № 549[12];

Екатеринослав (ныне Днепр)
- Уравнительные резервуары городского водопровода, 1906 - 1908 гг.[5];
- Машинные здания городского водопровода, 1906 - 1908 гг.[5];
- Жилые дома городского водопровода, 1906 - 1908 гг.[5];

Николаев
- Дом харьковского вице-губернатора Н.С. Гербеля, 1903 г.[18];

с. Тёткино (Российская Федерация)
- Мельница наследников И.Н. Терещенко, 1908 г.[5][19];
- Винокурный завод наследников И.Н. Терещенко, 1908 г.[5][20];

Нереализованные проекты
- Проект металлической ограды Сабанеева моста, 1902 г.[1]

## Галерея
- Вилла Рено. Реконструкция, гр. инж. В. И. Кундерт 1906 г. Реконструкция, арх. В. И. Прохаска, 1911 г.
- Корпус чаеразвесочной фабрики Общества чайной торговли "В. Высоцкий", 1900-е гг.
- Одесское отделение Товарищества российско-американской резиновой мануфактуры «Треугольник», арх. Бейтельсбахер Х.Г., гр. инж. Кундерт В.И. 1910 г.
- Здание торгового дома "В. Л. Блюмберг", арх. А.Б. Минкус, гр. инж. В. И. Кундерт, 1910 - 1912 гг.
- Одесская контора Азово-Донского банка, арх. А. Б. Минкус (совместно с гр. инж. В.И. Кундертом и гр. инж. С.В. Домбровским), 1910 – 1913 гг.
- Дом И. Антоновича, 1911 г.
- Дом Яворовских. Фасад, 1911 г., 1914 г.
- Дом Яворовских. Двор, 1911 г., 1914 г.
- Дом С. О. Григорьевой, арх. Ю. М. Дмитренко, гр. инж. В. И. Кундерт, 1912 - 1913 г.